# Ivö klack

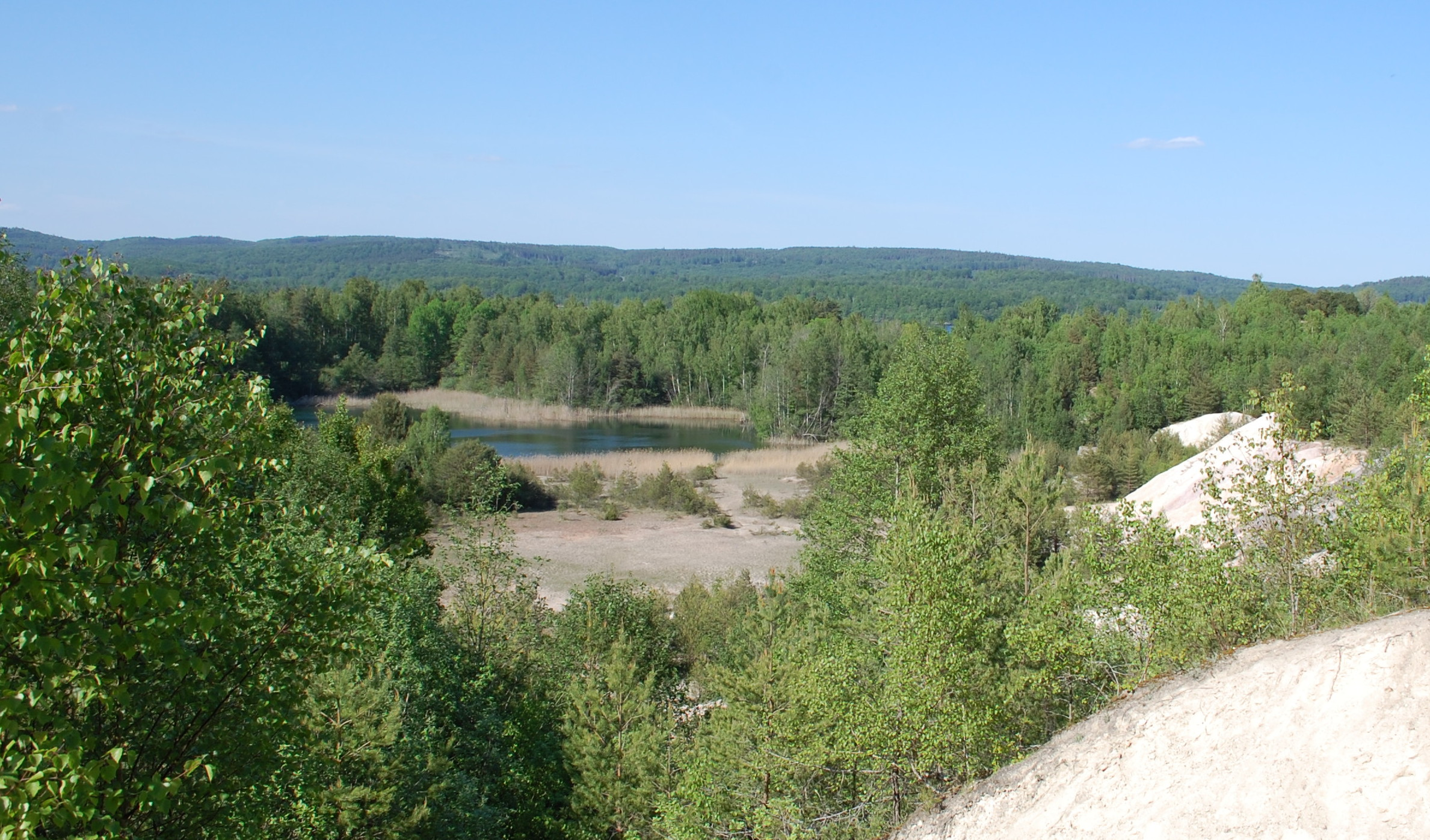
Blick auf das Abbaugebiet am Ivö klack

Der Ivö klack ist eine Bergkuppe in Schweden und erreicht eine Höhe von 133,5 Meter.
Er liegt am Nordende der im See Ivösjön befindlichen Insel Ivö und stellt die höchste Erhebung der Insel dar.
Wirtschaftliche Bedeutung erlangte der Ivö klack als Abbaugebiet von Kalkstein und Kaolin.

## Geschichte
Im Jahr 1886 entdeckte der Geologe Gerard Jakob De Geer an der Nordseite des Ivö klack umfangreiche Vorkommen an Kalk und Kaolin. 1887 begann der Abbau der Vorkommen. Sie bildeten die Grundlage des Ifö-Werks. Kalk wurde in der Zementproduktion eingesetzt, das Kaolin diente zur Herstellung feuerfester Ziegel und Porzellan. Mittels dampfbetriebener Winden wurden die Rohstoffe an eigens errichtete Kaianlagen gezogen und sodann mit Schiffen über den Ivösjön nach Koholmen bei Bromölla gebracht.
Der Kalkabbau wurde in den 1940er Jahren eingestellt. In den 1960er Jahren endete auch der Abbau des Kaolins.
Im Umfeld des Abbaugebiets finden sich noch heute Teile der alten Anlagen. So sind die Sedimentationsdämme, in denen das Kaolin geschlämmt wurde, erhalten. Auch Kaianlagen, Piere und Pfahlreihen sind in Teilen noch vorhanden.
Das Abbaufeld ist bekannt für viele Funde von Fossilien. So konnten am Ivö klack auch Fossilien von Hai- und Krokodilarten gefunden werden. Entlang des ehemaligen Abbaufelds führt heute ein Wanderweg.